# Adam Baliński z Chomiąży Szlacheckiej
Adam Baliński z Chomiąży Szlacheckiej herbu Ogończyk (zm. 1602) – kasztelan bydgoski.
Związany z Kruszwicą był starostą tego miasta od 1583 roku. Urząd kasztelana bydgoskiego piastował w latach (1595–1602).
Był chorążym inowrocławskim. Odznaczył się w bitwie pod Tczewem w 1577 roku. Posłował na sejm 1589 roku.
Otrzymał dożywotnio wieś Skulsko.
Trzykrotnie żonaty. Żonaty z Elżbietą z Jemielskich. Córka Adama, poślubiła kasztelana gnieźnieńskiego i marszałka nadwornego koronnego Andrzeja Przyjemskiego (zm. 1618).
Poseł na sejm koronacyjny 1574 roku z województwa inowrocławskiego. Poseł na sejm 1582 roku, sejm 1585 roku, sejm pacyfikacyjny 1589 roku z województwa inowrocławskiego.
W 1589 roku był sygnatariuszem ratyfikacji traktatu bytomsko-będzińskiego na sejmie pacyfikacyjnym.
Był wybrany prowizorem przez protestancko-prawosławną konfederację wileńską w 1599 roku.
Był wyznawcą luteranizmu.